# Туси, Исаак
Исаак Туси (15 ноября 1792 — 30 июля 1869) — американский политик и государственный деятель XIX века. В различное время занимал должность сенатора США, министра военно-морских сил США, генерального прокурора США, а также губернатора штата Коннектикут.

## Ранние годы
Исаак Туси родился 15 ноября 1792 года в Ньютауне, штат Коннектикут. Он изучал классическую литературу и юриспруденцию. В 1818 году Туси был принят в коллегию адвокатов в Хартфорде, штат Коннектикут. В период с 1825 по 1835 год он имел собственную юридическую практику в Хартфорде, штат Коннектикут.

## Карьера
В 1822 году Туси был назначен прокурором округа Хартфорд, штат Коннектикут. Он занимал должность вплоть до 1835 года. В 1835 году он был избран в Сенат США от демократической партии. Состоял в составе Сената США в период 24 и 25 конгресса. В 1838 году также баллотировался в Сенат США, но потерпел поражение.
В 1842 году Туси вновь занял должность прокурором округа Хартфорд, штат Коннектикут. В 1845 году принял участие в выборах на пост губернатора штата Коннектикута, но проиграл. При этом в 1846 году ему удалось победить на выборах. На посту губернатора он активно лоббировал законопроект по борьбе с коррупцией, направленный на устранение мошеннических избирательных процедур. Однако на выборах губернатора в 1847 году он вновь потерпел поражение.
В 1848 году президент США Джеймс Полк назначил Туси 20-м генеральным прокурором. В 1849 году Туси покинул пост генерального прокурора и вернулся в Коннектикут. В 1850 году он был избран в состав Сената штата Коннектикут. В 1852 году он перешел в состав палаты представителей штата Коннектикут.
В 1851 году Туси вновь был избран в состав Сената США. После окончания срока полномочий он отказался от переизбрания. В данный период он оказывал активную поддержку президенту США Франклину Пирсу и его администрации в законодательной деятельности.
В 1857 году президент США Джеймс Бьюкенен, с которым Туси работал в администрации Джеймса Полка, после вступления в должность назначил Туси министром военно-морского флота США. Туси работал на данной должности весь срок полномочий Джеймса Бьюкенена. После того как пост президента США занял Авраам Линкольн Туси был заменен одним из своих главных соперников в Коннектикуте, Гидеоном Уэллсом. В 1861 году Туси вернулся к своей юридической практике.

## Семья
28 октября 1827 года Туси женился на Кэтрин Николс в городе Хартфорд. В браке у них не было детей.

## Смерть и наследие
Туси умер в Хартфорде 30 июля 1869 года. Он похоронен на кладбище Сидар-Хилл в Хартфорде, штат Коннектикут. Военный корабль Toucey (DD-282) был назван в его честь.